# ستيفن غرين
ستيفن غرين (9 نوفمبر 1996 - ) (بالإنجليزية: Steven Green)‏ هو لاعب كريكت بريطاني.

## وصلات خارجية
- ستيفن غرين على موقع إي آس بي آن كريك إنفو (الإنجليزية)